# Aulos (plaats)
Aulos is een plaats en voormalige gemeente in het Franse departement Ariège (regio Occitanie) en telt 54 inwoners (2009). De plaats maakt deel uit van het arrondissement Foix. Aulos is op 1 januari 2019 gefuseerd met de gemeente Sinsat tot de gemeente Aulos-Sinsat. 

## Geografie
De oppervlakte van Aulos bedraagt 1,0 km², de bevolkingsdichtheid is dus 54 inwoners per km².
De onderstaande kaart toont de ligging van Aulos (plaats) met de belangrijkste infrastructuur en aangrenzende gemeenten.

## Demografie
Onderstaande figuur toont het verloop van het inwonertal (bron: INSEE-tellingen).

Vanwege een beveiligingsprobleem met de MediaWiki Graph-software is het momenteel niet mogelijk deze grafiek weer te geven. Zodra de software is bijgewerkt zal de grafiek vanzelf weer zichtbaar worden.